# Steinkisten von Summerhill
Die Steinkisten von Summerhill (englisch Summerhill Cists, Image Hill oder Summerhouse Hill genannt) liegen in Path Head, bei Blaydon-on-Tyne im Metropolitan County Tyne and Wear im Norden Englands.
Eine Gruppe von sechs Steinkisten wurde in den 1930er Jahren auf und um den Summerhill, ein Vorgebirge über dem Tal des Flusses Tyne entdeckt. Die lokalen Sandsteinplatten machen den Summerhill zu einem attraktiven Grabplatz. Die sechs Steinkisten bestehen aus einer Gruppe von fünf (Nr. 1–5) und einem Ausreißer (Nr. 6). Die Standorte der Nr. 2, 3 und 4 sind beim Bau der Straße A695 gestört oder zerstört worden. Der Verbleib von einigen der Steine, der Grabbeigaben und der menschliche Überreste ist aber zumeist bekannt.

## Steinkiste 1
Die Steinkiste 1 wurde von Jungen 1930 an der Spitze des Summerhill gefunden. Sie enthielt die Überreste eines Mannes und einer Frau mit einem Becher und einem Messer. Diese sind im Great North Museum, vormals Hancock Museum, zu sehen.

## Steinkiste 2
1937 wurde die Steinkiste 2 in einer Sandgrube, ein paar Meter südlich des Hügels gefunden. Sie wurde von G. W. Temperley, G. M. Scott und W. Bulmer ausgegraben. Sie datierten sie um 1500 v. Chr. Etwa 50 cm unter der Erde bildeten vier 75 mm dicke Sandsteinplatten einen 53 cm tiefen Hohlraum von etwa 90 × 65 cm. Die (oder der) Decksteine waren gebrochen. Die Kiste enthielt ein Skelett in Hockerstellung mit dem Kopf im Norden. Hinter dem Schädel lag ein etwa 50 mm langes und 25 mm breites Messer aus dunkelblaugrauem Feuerstein.

## Steinkiste 3
1938 wurde ganz in der Nähe die Steinkiste 3 gefunden und von T. R. Goddard ausgegraben. Sie bestand aus vier dünnen unregelmäßigen Sandsteinplatten und dem zerbrochenen Deckstein. Sie bildeten einen 67 cm tiefen, rechteckigen Raum von etwa 100 × 60 cm. Dieser barg die Überreste einer Person mit Fragmenten von Kohle und verbrannten Knochen sowie ein zerbrochenes gelbbraunes Gefäß mit dunkelgrauem Kern. Es war 150 mm hoch, hatte an der Mündung 166 mm und am Fuß 68 mm Durchmesser und Gruppen von horizontalen und vertikalen Linien auf Hals und Schulter.

## Steinkiste 4
Kurz darauf wurde die vierte Kiste gefunden. Sie war ähnlich gebaut wie die Kisten 2 und 3. Sie war 45 cm tief und hatte Innenabmessungen von etwa 105 × 60 cm mit besonders großen und dicken Seitensteinen und einer 10 cm dicken  Deckenplatte  von etwa 165 × 90 cm. Der Boden bestand aus drei 25 mm dicken, sorgfältig zusammengefügten Sandsteinplatten. Die Fugen zwischen den Steinen wurden mit kleinen Steinen oder mit Ton verschlossen. Sie enthielt auf einem Sand- und Kieselsteinboden ein Skelett in Hockerstellung, ein Keramikgefäß sowie einige Fragmente von Holzkohle und verbrannten Knochen. Das Keramikgefäß war ein 184 mm hoher Becher mit einem Randdurchmesser von 153 mm. Der Hals war mit fünf horizontalen Rillen verziert,  der Rest des Körpers, unterhalb einer Zick-Zack-Linie, hatte eingedrückte horizontale Bänder, Sparren, Schraffur, Fischgrät- und Zick-Zack-Muster.

## Steinkiste 5
1939 wurde die fünfte Kiste gefunden. Sie wurde von einem lokalen Historiker als leer beschrieben und in seinen Garten in Lilac Cottage, Barmoor, Ryton, versetzt. Die ursprüngliche Lage dieser Kiste ist schlecht überliefert, soll aber nördlich der A 695 gelegen sein.

## Steinkiste 6
Zwei Tage später wurde etwa 500 Meter südwestlich die Steinkiste 6 gefunden. Sie liegt heute auf dem Gelände der Newcastle Oil Company und wurde von G. W. Temperley ausgegraben. Die Unterseite ihres Decksteins zeigt eine eingeritzten U-förmige Nut, etwa 50 mm breit und 75 mm vom Rand des Steins. Die Kiste enthielt eine Bestattung, ein Keramikgefäß und einen Feuersteinabschlag. Das Gefäß war 210 mm hoch und hatte einen Randdurchmesser von 180 mm und eine Basis von 90 mm. Es hatte einen bauchigen Körper mit einem konkaven Hals ohne Kragen. Der Hals und Körper waren mit einer Schraffierung verziert.